# Edgar Ablowich
Edgar Ablowich (Greenville (Texas), Estados Unidos, 29 de abril de 1913-6 de abril de 1998) fue un atleta estadounidense, especialista en la prueba de 4x400 m en la que llegó a ser campeón olímpico en 1932.

## Carrera deportiva
En los JJ. OO. de Los Ángeles 1932 ganó la medalla de oro en los relevos de 4x400 metros, con un tiempo de 3:08.2 segundos, llegando a meta por delante de Reino Unido (plata) y Canadá (bronce), siendo sus compañeros de equipo: Ivan Faqua, Karl Warner y Bill Carr.